# 卢武铉弹劾案
2004年3月9日，韩国国会对总统卢武铉提出弹劾案（韩语：／ No Mu-hyeon Daetongnyeong Tanhaek Sochu ?）。此次弹劾案由新千年民主党提出，大国家党和自由民主联合支持。弹劾案投票程序于2004年3月12日进行，国会以193票通过弹劾案，卢武铉的权力即刻停止。这是韩国宪政史上第一个在国会通过的弹劾案。由于卢武铉停止行使总统权力，韩国总理高建在韩国宪法法院对投票结果作出决定之前代替卢武铉行使总统权力；在韩国宪法法院作出决定前，代总统拥有最长达180天的任期。2004年5月14日，宪法法院驳回卢武铉弹劾案，卢武铉即刻恢复总统职务。

## 背景

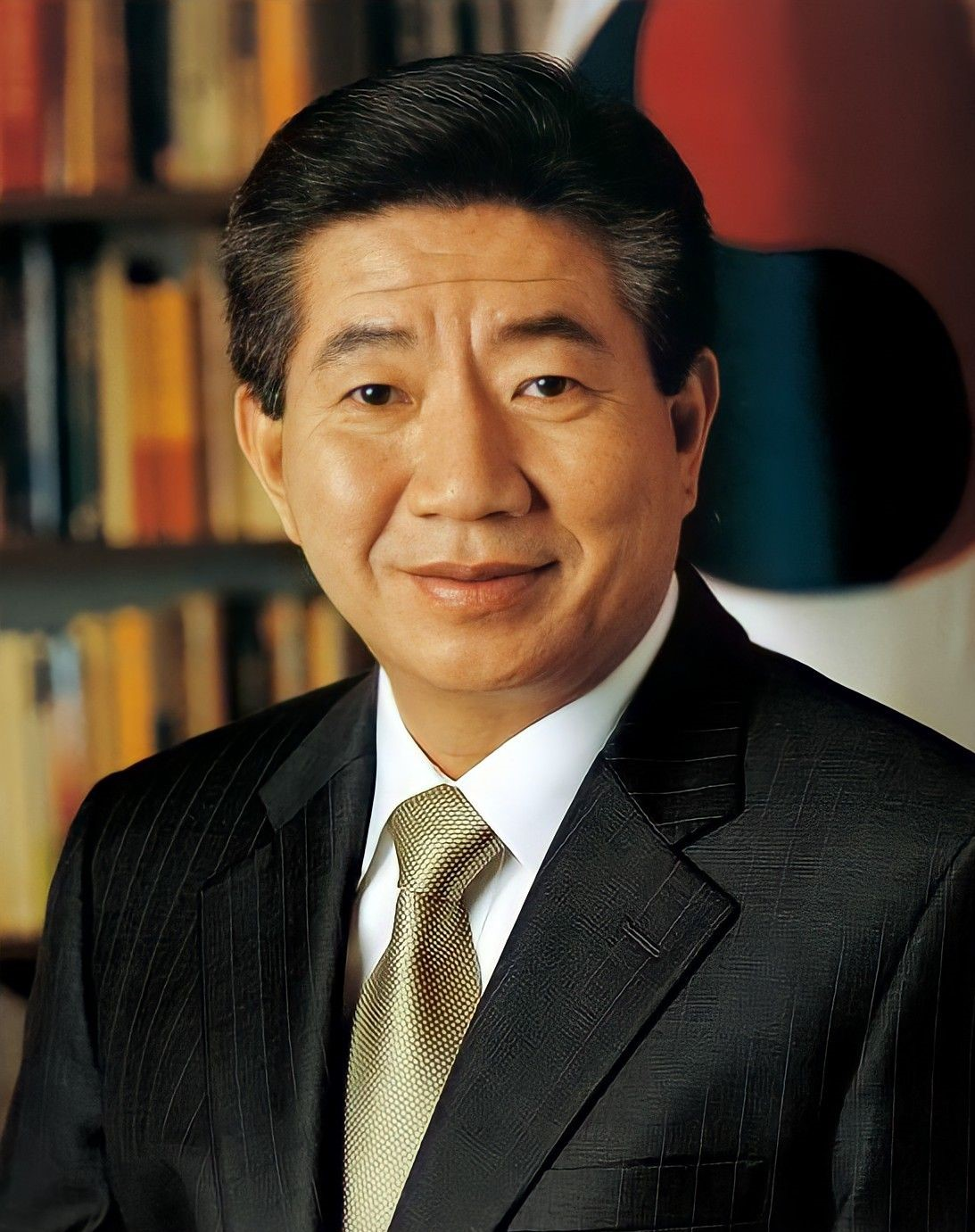
时任韩国总统卢武铉

### 韩国宪法和宪法法院
韩国宪法有对弹劾案的规定。根据韩国宪法第65条第1款，如果总统、总理或其他国家政府官员违反宪法或其他公职义务，国民议会可以弹劾他们。第2款规定弹劾法案可由国民议会全体议员中的三分之一或三分之一以上同意后提出。弹劾除总统外的官员，需要得到国民议会全体议员二分之一以上的同意。但弹劾总统，需要得到国民议会全体议员三分之二以上的同意方可弹劾成功。这意味着300名议员中只要有200名议员支持，弹劾案就通过。本款还规定，任何被弹劾通过的人，在弹劾案裁决之前，均不得行使其权力，不得延长公职任期。亦无法获得民事或者刑事责任的豁免。在1988年宪法法院法中，宪法法院必须在收到任何判决案件（包括弹劾案件）后180天内作出最后裁决。如果被判决人在裁决之前已经离职，则该案被驳回，弹劾案也可能在这种情况下被驳回。
此前韩国国会曾对一名大法院院长（俞泰興）、两名检察总长（金道彥、金泰政）发起弹劾，但都在国会投票中被否决。

### 韩国国会选举与开放国民党
2002年卢武铉当选韩国总统后，执政的新千年民主党内部亲卢、非卢派系之争愈演愈烈。2003年9月，支持卢武铉的一部份民主党国会议员宣布退党，另立新党，暂名为国民参与统合新党。民主党的103名议员有42名加入新党，另有5名在野党大国家党议员加入。卢武铉对新党表示公开支持，引起了新千年民主党内保守派的不满。9月29日，卢武铉宣布退出新千年民主党。11月22日，新政党正式定名为开放国民党，並在政治上全力支持卢武铉。2004年2月24日，卢武铉在就职总统一周年“特别电视座谈会”上说“我期望国民大力支持开放国民党”。他的这席话被在野党认为是违背法律中立的精神，并投诉到韩国中央选举管理委员会。中选委为此做出裁决，认为卢武铉违反了选举法，公开支持成立不久的开放国民党，试图对4月15日的国会选举施加不公正的影响，但并没有对卢武铉进行处罚。新千年民主党很不罢休，逼迫卢武铉在8日内公开道歉，否则发起弹劾动议，但遭到了卢武铉的拒绝。

## 国会表决
| 选项       | 票数      |
| ---------- | --------- |
| 支持       | 193 / 271 |
| 反对       | 2 / 271   |
| 弃权       | 0         |
| 无效票     | 0         |
| 未投票     | 76 / 271  |
| 弹劾案通过 |           |

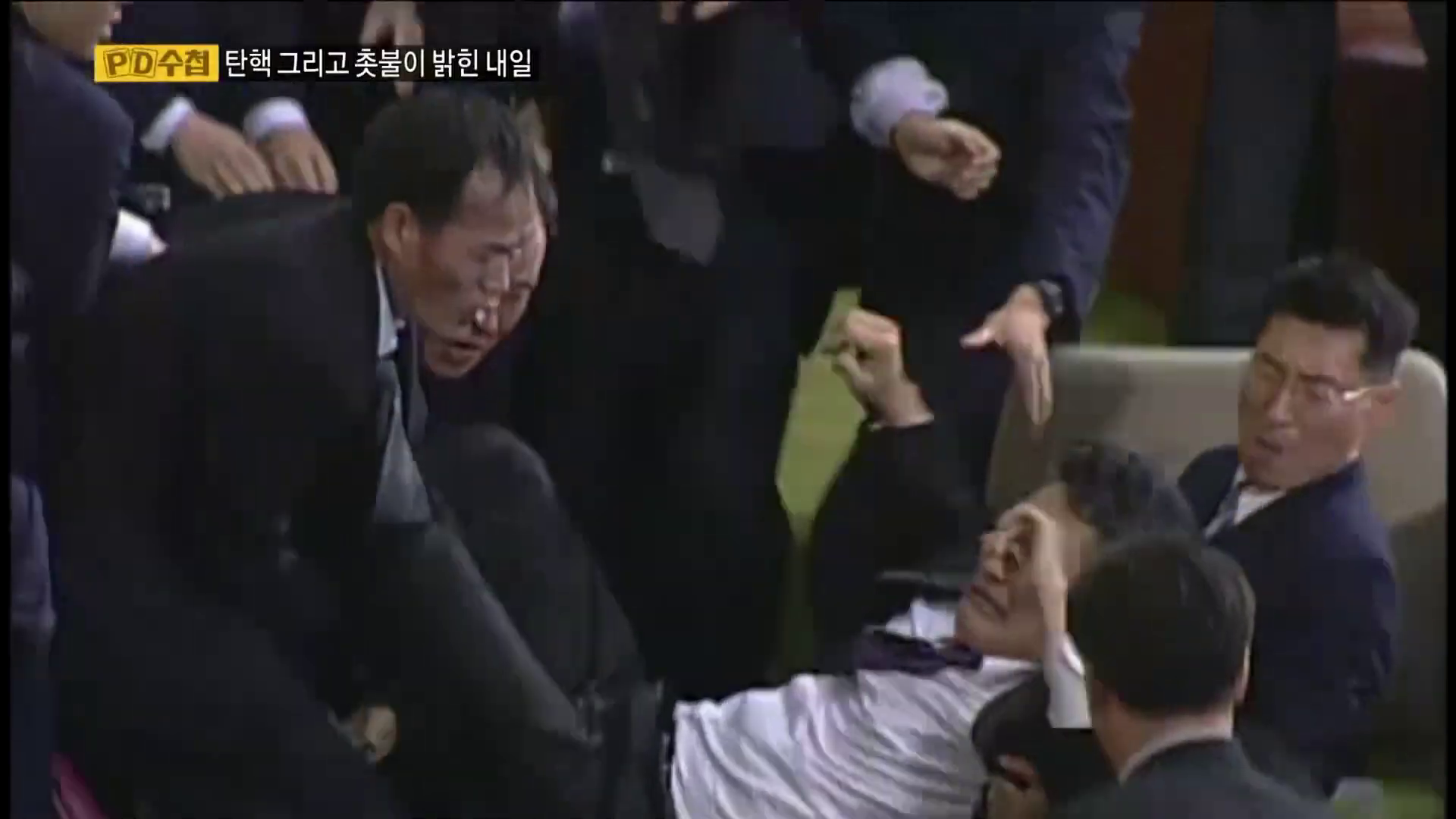
警卫人员将一开放国民党议员赶出国会
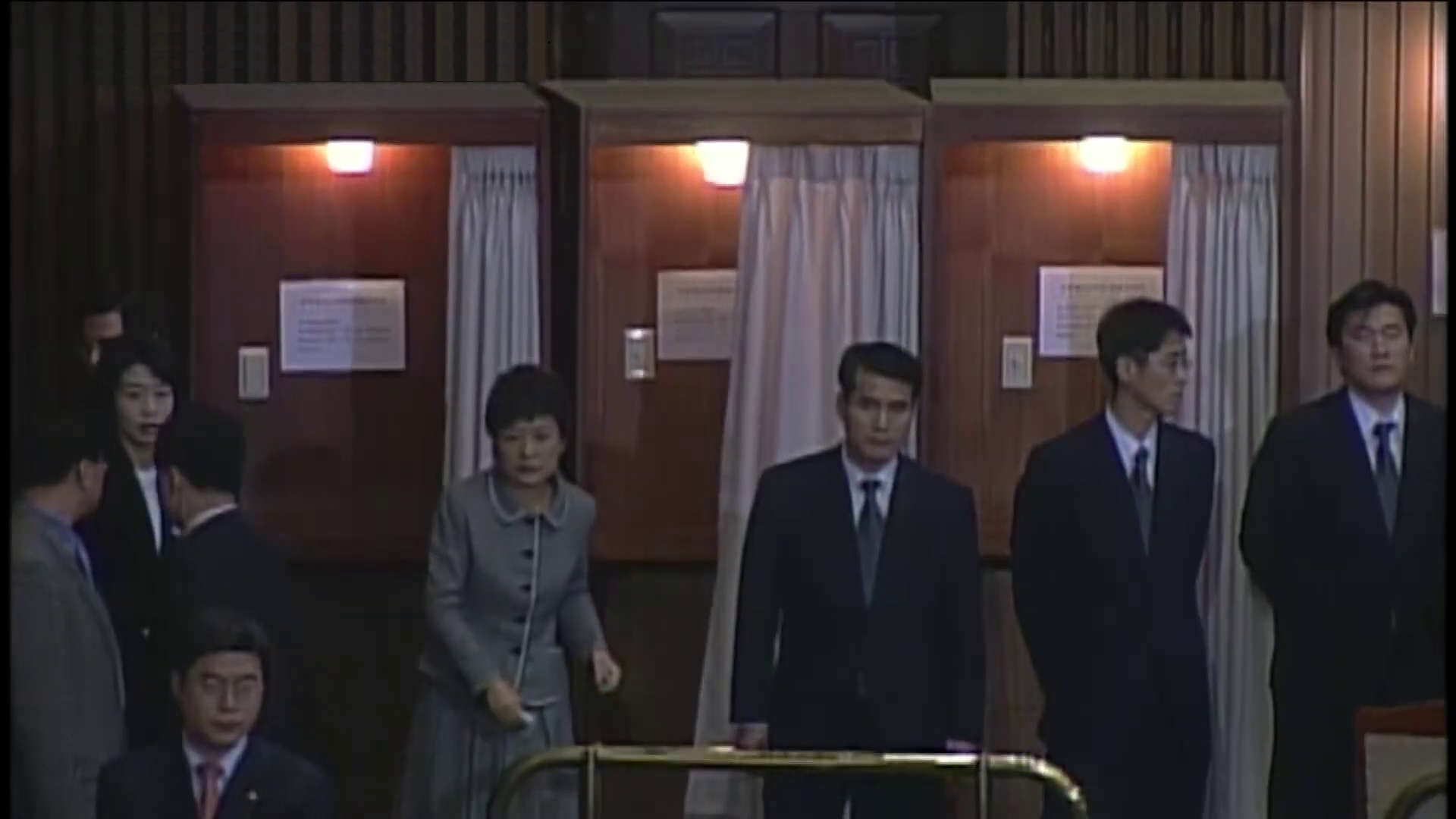
时任国会议员朴槿惠正从秘密投票室走出

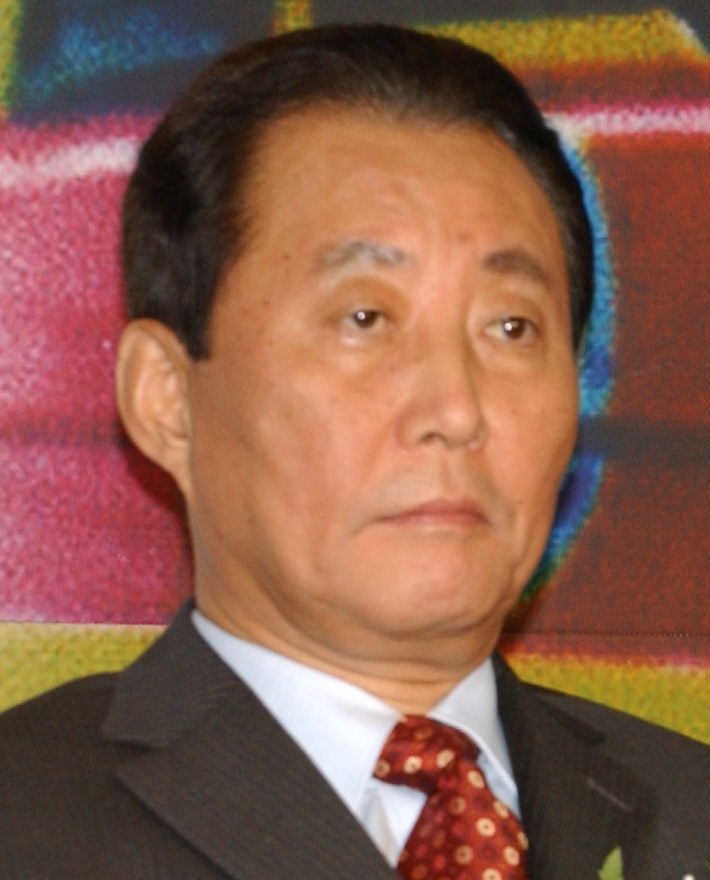
在卢武铉停职后代理总统职务的国务总理高建

3月9日，大国家党和新千年民主党联合国会发起了韩国历史上的首次总统弹劾动议案:99-100。“倒卢派”弹劾总统的理由有三个，一是卢武铉违法了《选举法》为支持自己的开放国民党从事竞选活动；二是卢武铉亲信收受非法献金；三是卢武铉应对经济不振负责:120:91。
根据《韩国宪法》，总统弹劾议案必须在72小时内在国会表决，否则自动作废。“倒卢”和“护卢”两派为此展开了“殊死搏斗”。3月11日下午，在国会准备审议总统弹劾案时，支持卢武铉的开放国民党占领了国会会议大厅并将国会议长朴寬用团团围住，使其无法召开会议。无奈之下，朴宽用只好将投票延期到明天上午。为此，大国家党也占领了议长办公室不让朴宽用回家，怕他回去后明天无法来主持会议。3月12日凌晨3点50分，大国家党和新千年民主党的20名议员趁开放国民党议员疲倦之时，突然对占领国会的开放国民党议员发动攻击，迅速占领了主席台。朴宽用在大批警卫的护送下，登上了议长席位。惊醒过来的开放国民党议员与警卫和反对党议员发生了激烈的冲突。最终，警卫人员在朴宽用的命令下，将开放国民党议员一一赶出国会。上午11时40分左右，弹劾动议以193票赞成、2票反对获得通过。下午3点，弹劾决议副本被送达韩国宪法法院:103-104:183-185。根据《韩国宪法》，国会弹劾总统后，总统的权力被暂时终止，韩国宪法法院将在180天内对弹劾案作出最后的裁决。在此期间，韩国国务总理高建代理卢武铉管理国家。

## 宪法法院的听证和决定

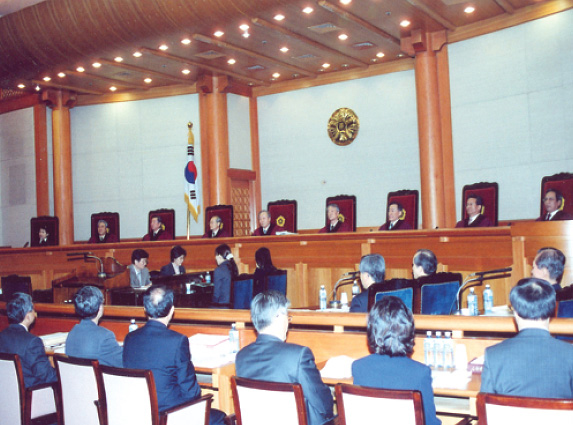
2004年4月9日在韩国宪法法院举行的总统弹劾案第三次听证会

2004年3月30日，韩国宪法法院就弹劾案举行第一次听证会，辩论双方就卢武铉是否应当出席听证会进行辩论，但未涉及到弹劾案的实质内容，此次听证会只进行了15分钟。4月2日，第二次听证会举行，双方都主张程序的合法性和不公平性，检方要求包括总统卢武铉在内的29名证人出席。9日，第三次听证会举行，在提出申请的29名证人中，有4人被接受，19人被拒绝，6人被搁置（包括卢武铉总统）。20日，第四次听证会举行，卢武铉的两名助手崔导术和安熙正出庭作证，这两名助手被指控在2002年的总统竞选期间非法接受公司赞助资金。庭审期间，崔导术拒绝提供有关该事件的一切证词，宪法法院被迫中断了对证人的审问。25日，第五次听证会举行，被传唤为证人的辛东仁拒绝出庭作证。27日，第六次听证会举行，由于检察机关决定不提交有关总统亲信的内部调查记录，国会诉讼委员会方面再次提出了提交该调查记录或对其进行检查的要求，根据这一情况，宪法法院经过1小时的休庭后作出决定，将弹劾案的最终辩论向后推迟2天。
4月30日，宪法法院举行最后一次听证会，控方律师团强调卢武铉违反选举法和其亲信丑闻等问题，要求宪法法院理解国会的决定并作出英明判决；辩方律师团则强调国会并未履行国会法所规定的程序就通过弹劾案，弹劾理由也存在问题，因此要求宪法法院驳回弹劾案。

### 宣判前夕
2004年5月11日，宪法法院宣布，将于5月14日上午10时对总统卢武铉的弹劾审判作出宣判。此案审理时间长达63天，为目前为止韩国对总统（或代总统）弹劾审判用时最短的审判。这也是目前唯一一次法官满员出席的总统弹劾审判。

### 宣判
| 選項         | 票數  |
| ------------ | ----- |
| 支持         | 3 / 9 |
| 駁回         | 6 / 9 |
| 彈劾案被驳回 |       |

2004年5月14日，韩国宪法法院对国会弹劾卢武铉案进行了最后的宣判，整个过程被电视直播。宪法法院院长尹永哲针对国会弹劾总统的三条理由，指出卢武铉违反《选举法》事实属实，但这种行为不足以达到被罢免的地步；卢武铉亲信受贿有的是发生在总统任职之前，有的无法确实是否与总统有关系，因此不被考虑；破坏经济的罪名在一开始就不被列为弹劾审理的对象。尹永哲最后一锤定音，“没有充分的理由解除总统的职务，法院拒绝弹劾请求。”至此，持续了63天的韩国政坛弹劾危机正式结束，卢武铉被恢复了总统的职务。:200-201:133-135

#### 法官态度
| 姓名                | 提名                                         | 任命   | 投票 | 意见                   |
| 姓名                | 提名                                         | 任命   | 投票 | 违法应否罢免           |
| ------------------- | -------------------------------------------- | ------ | ---- | ---------------------- |
| 尹永哲 （院长）     | 总统 （金大中）                              | 金大中 | 驳回 | 不足以达到被罢免的地步 |
| 金荣一              | 大法院院長 （崔鍾泳）                        | 金大中 | 支持 | 应该遵循国会的决议     |
| 宋寅准              | 总统 （金大中）                              | 金大中 | 驳回 | 不足以达到被罢免的地步 |
| 权诚                | 国会 · （ 大國家黨）                         | 金大中 | 支持 | 应该遵循国会的决议     |
| 金曉鍾              | 国会 · （ 新千年民主党、 大國家黨 一致提名） | 金大中 | 驳回 | 不足以达到被罢免的地步 |
| 金京一              | 大法院院長 （崔鍾泳）                        | 金大中 | 驳回 | 不足以达到被罢免的地步 |
| 周善会 （主审法官） | 总统 （金大中）                              | 金大中 | 驳回 | 不足以达到被罢免的地步 |
| 全孝淑              | 大法院院長 （崔鍾泳）                        | 卢武铉 | 驳回 | 不足以达到被罢免的地步 |
| 李相京              | 国会 · （ 新千年民主党）                     | 卢武铉 | 支持 | 应该遵循国会的决议     |

弹劾案当时的《宪法法院法》仅规定违宪、权限争议、宪法请愿等案件为法官可以在最终裁判中表达个人意见的案件，因此宪法法院无法在弹劾审判中宣布谁投了赞成票、谁投了反对票。2005年7月29日，韩国国会修订《宪法法院法》第36条。根据新修订的法律，弹劾审判和政党解散审判等少数派意见都将被公开。2014年7月15日，KBS调查公布了弹劾审判的细节，三名投票支持弹劾的法官认为，国会已以多数票通过弹劾条款，如果总统在履行职责时实施了违法行为，宪法法院就应该遵循国会的决议。而当时弹劾审判判决比预定时间晚3分钟宣布的原因则是尽管法官们就不能发表反对意见一事达成了一致，但对于是否在裁决中写入不公布少数意见的理由存在争议。部分支持弹劾的法官因表示不满而迟到，导致宣判时间被拖延。

## 反应
卢武铉被国会弹劾后，韩国国内外对此反应强烈，成为韩国56年宪政史上的首次“超级地震”:111-110。弹劾案通过的当晚，卢武铉的支持者们便在国会外示威抗议。一位悲愤过度的抗议者甚至当场自焚。反弹劾运动很快在韩国全国风起云涌。3月13日，7万卢武铉的支持者在光化門举行抗议示威，民众的游行示威持续到了18日。釜山、大田等城市也爆发了大规模的群众示威。美国《华盛顿邮报》指出，“卢武铉和他的支持者（包括数百万年轻人）希望和美国保持适当的距离，并和朝鲜方面恢复接触；但代表更多老年保守势力的大国家党则认为，卢武铉上任一年多来的所作所为，是在利用挑拨勞工阶层和富人阶级之间的矛盾从中渔利。”朝鲜机关报《劳动新闻》则极其尖锐地批评大国家党是“遭人唾骂的叛国者组织”:187-190:117-118。
3月17日，《朝鲜日报》的民调显示支持卢武铉的开放国民党的支持率已经直线上升到了46.8%，高出大国家党三十几个百分点。反对弹劾的比例达到了71.1%，赞成的比例只有24.6%。此外，54.5%的人认为弹劾风暴的主要责任在大国家党和新千年民主党。为了试图扭转局面，大国家党要求党代表崔炳烈辞职，朴槿惠被选为新的党首。新千年民主党也将党首赵舜衡换成了秋美爱:191-192:127-128。
4月15日，韩国举行了第17届国会选举。选举结果出乎意料，支持卢武铉的开放国民党获得了299个席位中的152个，比上届增加了110个，成为国会第一大党，打破了韩国政坛长达16年的“朝小野大”格局；大国家党的席位由上届的137个降到121个；新千年民主党则在选举中惨败，由上届的61个骤降至9个:194-195:129-130。至于自由民主联合，党首金钟泌虽表态反对，但党内剩余的10名议员中有8名参与了弹劾，在与反对弹劾的忠清道主流民意逆风相撞之下，自民联在选举中遭遇毁灭性惨败：299席中仅得小选区4席，同时比例代表一席未得，使得排名比例代表名单第一位的金钟泌落选。金钟泌在此次选举后宣布辞去总裁职务并退出政坛。5月20日，卢武铉加入开放国民党，开放国民党因此正式成为执政党。

## 外部连接
- 대통령(노무현)탄핵소추안 - 대한민국 국회 의안정보시스템
- 대통령(노무현)탄핵 - 국가법령정보센터 （页面存档备份，存于）